# Miquelon-Langlade
Miquelon-Langlade is een van de twee gemeentes (de facto eilanden) in het Franse overzeese gebied Saint-Pierre en Miquelon. Het beslaat een oppervlakte van 205 km² en heeft 616 inwoners (census 2006), waarmee het de minst bevolkte streek van het gebied is (ca. 3 inwoners per km²). De burgemeester van Miquelon-Langlade is Stéphane Coste.
De hoofdplaats van Miquelon-Langlade is de plaats Miquelon, waar zich het vliegveld van Miquelon bevindt.

## Geografie
Miquelon-Langlade bestaat uit twee afzonderlijke eilanden, die verbonden zijn door een tombolo (lang, dunne strook zandduinen). Deze eilanden zijn van noord naar zuid:
- Miquelon (ook wel Grand Miquelon genoemd)
- Langlade (ook wel Petite Miquelon genoemd)

Het meest noordelijke deel van Miquelon-Langlade wordt soms Le Cap genoemd, maar maakt onderdeel uit van het eiland Miquelon. Het is eveneens aan Miquelon verbonden door een tombolo.

## Naamgeving
De naam Miquelon is van Baskische oorsprong, en betekent Michael. Dit was de naam van vele vissers, die op het eiland verbleven. In 1579 verschenen voor het eerst de namen Micquetõ en Micquelle in een navigatieboek van de Franse marinier Martin de Hoyarçabal. Deze naam evolueerde gedurende de eeuwen van Miclon en Micklon tot Miquelon.

## Demografie
De bevolking van Miquelon-Langlade is hoofdzakelijk van Baskische of Acadische oorsprong. Bij een volkstelling in januari 2006 bedroeg de bevolking 615 inwoners (op Miquelon) en 1 inwoner (op Langlade). Deze ene inwoner stierf echter in juli 2006.